# Granowo (stacja kolejowa)
Granowo (dawniej Granowo Nowotomyskie) – stacja kolejowa we wsi Granowo, w woj. wielkopolskim, w Polsce.
Stacja kolejowa została uruchomiona w 1909, po przedłużeniu linii kolejowej Wolsztyn - Grodzisk Wielkopolski do Poznania. Koszt budowy samej stacji z budynkiem dworca wynosił według kosztorysu 67 tys. marek niemieckich.
W grudniu 2023 roku na wniosek PKP PLK zmieniono nazwę stacji z Granowo Nowotomyskie na Granowo.

## Ruch pasażerski
| Rok  | Wymiana pasażerska na dobę |
| ---- | -------------------------- |
| 2017 | 200-299                    |
| 2022 | 300-399                    |

W 2014 obsługiwana pociągami osobowymi uruchamianymi przez Koleje Wielkopolskie na trasie Poznań-Wolsztyn. Na wyjazdach ze stacji zachowały się semafory kształtowe.